# تسکر اودی
تسکر اودی (به انگلیسی: Tasker Oddie) سناتور سابق عضو حزب جمهوری‌خواه ایالات متحده آمریکا بود. وی در سال ۱۹۲۱ تا ۱۹۳۳ میلادی سناتور ایالت نوادا در سنای ایالات متحده آمریکا بود.